# Менелай (сын Александра I Македонского)
Менелай (др.-греч. Μενέλᾱος) — сын македонского царя Александра I.
Исторические источники не содержат содержательных характеристик в отношении Менелая. Он упоминается наряду с другими знатными македонянами в тексте договора между Пердиккой II и Афинами, заключенного около 423/422 года до н. э. Античные авторы могли считать Менелая внебрачным сыном Александра, не учитывая, по замечанию британского историка Н. Хэммонда, сути полигамии, существовавшей при македонском царском дворе.
После гибели Архелая в 399 году до н. э. разгорается ожесточённая династическая борьба между представителями различными ветвями рода Аргеадов, происходивших от Пердикки II, Аминты и Менелая. По мнению Хэммонда, поддержанному американским антиковедом Ю. Борзой, сыном Менелая был Аминта II Малый, занявший на короткий срок македонский престол после смерти Аэропа II в 393 году до н. э. Однако английский учёный Р. М. Эррингтон полагает, что отцом Аминты Малого был Архелай.